# Melody (cantante estadounidense)
Melody Miyuki Ishikawa (en japonés: 石川 美由紀 メロディ; Honolulu, Hawái; 24 de febrero de 1982), más conocida simplemente como Melody (estilizado melody.) es una cantante de j-pop y presentadora de televisión japonesa-estadounidense. 
Debutó como cantante en febrero de 2003, con su primer sencillo «Dreamin' Away», lanzado bajo el sello discográfico Toy's Factory.
Según su blog oficial (en una nota publicada el 22 de octubre del 2008), la artista declara que hará una pausa indefinida en su carrera musical, para dedicarse a una carrera como diseñadora de modas.

## Biografía
Melody es de nacionalidad estadounidense-japonesa, nacida y criada en Hawái, donde estudió en el Punahou School. Viajó a Japón cuando tenía 19 años de edad para comenzar una carrera musical. Tiene tres hermanas menores, una de las cuales (Christine, la que es conocida como Kuris) también está asociada con la industria de la música en Japón. Una versión de la canción "Over the Rainbow" de El mago de Oz de melody. fue usada en un comercial de TV de Mitsubishi Motors. También es muy conocida por haber cantado el sencillo "Realize" que fue el tema principal de la serie de drama Dragon Zakura, que debutó en el puesto #6 en los charts de Oricon.
El sencillo "Lovin' U" de melody. fue usado en un comercial de TV de Raycious en el 2006. El sencillo fue acompañado por el b-side "Our Journey", que fue una de las canciones para la película del 2006 Gen Yu Den, protagonizada por Rena Tanaka, que también coescribió la letra de la canción. melody. aparece en el comercial de Tv de Subaru Forester en la primavera y en el verano del 2007, con su sencillo "Finding My Road", que fue usada para su promoción. En abril de 2007, melody comenzó a trabajar con el canal J-Melo, específicamente en NHK World. Su sencillo, "Love Story", escrito por su hermana Kuris, fue usada en la serie de drama Kodoku No Kake - Itoshikihito Yo en el verano del 2007.
Melody trabajó con el nombre de Yumi en Electronic Arts, en el videojuego Need for Speed: Carbon. Su canción "Feel the Rush", fue escrita por su hermana Kuris, que también fue usada en el videojuego.
En febrero de 2008, anunció el lanzamiento de su cuarto álbum de estudio Lei Aloha. El lanzamiento de este álbum vino después de nueve meses después del lanzamiento del tercer álbum de melody. Ready to Go!, y tuvo un solo éxito, la canción "Haruka: Haruka". El álbum fue lanzado el 9 de abril del 2008. En septiembre de 2008, melody. anunció que no trabajaría más con J-Melo. Las cantantes Japonesas May J. y Shanti, tomaron el cupo de melody para trabajar en la siguiente temporada de dicho canal. En octubre de 2008,lanzó su primer álbum de grandes éxitos The Best of melody.: Timeline.

## Vida personal

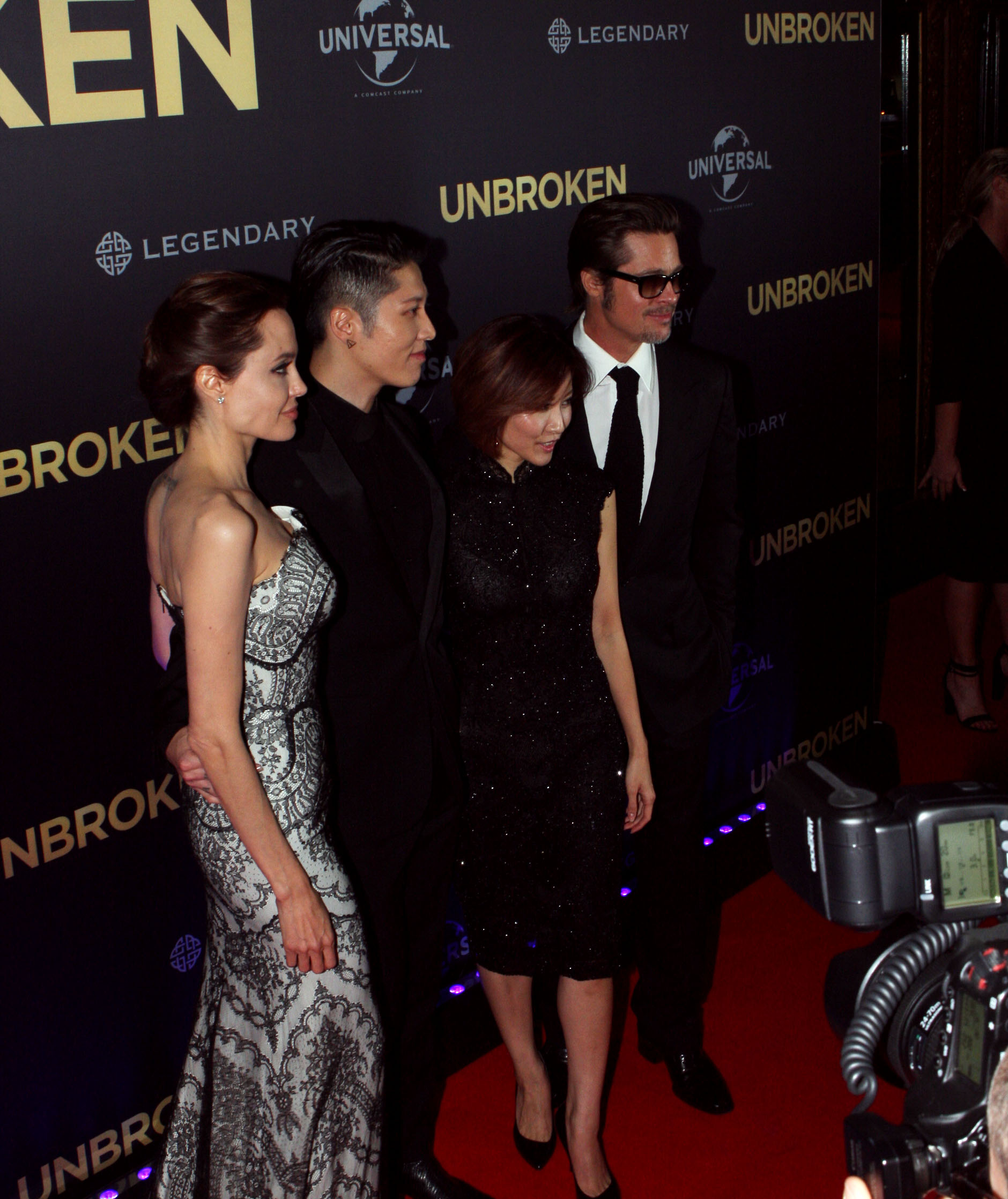
Melody (tercera por la izquierda) con su marido Miyavi, Angelina Jolie y Brad Pitt en la premiere de Unbroken

El 14 de marzo del 2009, melody. contrajo matrimonio con el cantante visual kei Miyavi. Solo 4 meses después de su matrimonio, el 29 de julio de 2009, Melody dio a luz a una niña, Lovelie Miyavi Ishihara (石原 愛理 雅 Ishihara Labuli Miyavi). Los símbolos con los que está escrito su nombre significan "La razón del amor".
El 5 de julio de 2010, su esposo hizo un anuncio en su Myspace en el cual se presume que él y Melody esperan ya la llegada de su segundo hijo.
El 21 de octubre de 2010, Miyavi anunció en Twitter el nacimiento de su segunda hija, Jewelie Aoi Ishihara.
El 31 de octubre de 2020 Miyavi anunció que él y su esposa estaban esperando a su tercer hijo, un niño. El 24 de febrero de 2021 nació su hijo Skyler Ishihara.

## Discografía

### Álbumes de estudio
- 2004: Sincerely
- 2006: Be as One
- 2007: Ready to Go!
- 2008: Lei Aloha

### Compilaciones
- 2008:The Best of melody.: Timeline